# Petrezselyem-mészárlás
A petrezselyem-mészárlás (spanyolul: el corte, ’a mészárlás’) a Dominikai Köztársaság északnyugati határvidékén élő haitiak ellen 1937 októberében elkövetett népirtás.

## Történet
1937-ben Rafael Leónidas Trujillo Molina dominikai diktátor (aki maga is negyedrészt haiti származású volt) parancsot adott a hadseregnek, hogy a határ dominikai oldalán gyilkoljanak le minden haitit.
1937. október 2. éjszakájától október 8-ig, nagyjából öt nap alatt különböző becslések szerint mintegy 20 000–35 000 haiti származású embert öltek meg a katonaság halálosztagai, áldozataikat bozótvágó késekkel fejezték le. Ez a módszer volt később a legfőbb eszköz a ruandai népirtásnál 1994-ben. Trujillo katonái minden sötét bőrű embert felszólítottak, hogy mondja ki a perejil (petrezselyem) szót, mert a haitiak, akik franciául vagy haiti kreol nyelven beszéltek, a szó „r” és „j” hangját másképp ejtették, mint a spanyol anyanyelvű dominikaiak.